# 手賀沼ジュンのウナンサッタリ・パンツ
『手賀沼ジュンのウナンサッタリ・パンツ』（てがぬまジュンのウナンサッタリ・パンツ）は、NACK5で放送されていたラジオ番組である。

## 概要
前番組「Co-sotto 1-6」の放送枠を引き継いでスタートした。
お笑い芸人・シンガーソングライター・回文インストラクターなどの肩書を持つ手賀沼ジュンにとって初めてのラジオ番組。手賀沼の得意とする歌ネタ・回文などを活かしたコーナーを多く行っている。『歌ネタ王決定戦2014』で優勝した手賀沼であるが、番組開始は歌ネタ王決定戦2014よりも前であった。
番組名の略称は「ウナパン」。番組リスナーの呼称は「パンツァー」で世界に8億人いると手賀沼が吹聴している。番組公式挨拶は「チャパティー」だがあまり使われていない。
NACK5の平日深夜番組「ラジオのアナ〜ラジアナ」木曜（担当：パーマ大佐）とはディレクターが同じ人物であり、互いにゲスト出演を行ったことがある。

## パーソナリティ
- 手賀沼ジュン
  - 番組内では「テガジュン」と呼ばれる（手賀沼自身が自分のことをテガジュンということもある）。
  - 箱番組「No.16」パーソナリティのDJ T.Oは「ジュンさん」、直前の時間帯（土曜日 24:30 - 25:00）の「ウォルピスカーターの社長室からお送りします。」パーソナリティのウォルピスカーターは「手賀沼さん」と呼ぶ。

## 放送時間
- 毎週土曜日 25:00 - 30:00（2014年7月5日 - 2018年3月24日、日曜日未明1:00 - 6:00）
- 毎週土曜日 25:00 - 29:00（2018年3月31日 - 2021年3月27日、日曜日未明1:00 - 5:00）

番組開始時点での放送時間は土曜25:00 - 日曜6:00で、“日付変更点”である深夜29時＝5時をまたいでおり、NACK5の公式番組表では土曜25時 - 29時を「p1」、日曜5時 - 6時を「p2」としており、手賀沼も5時を境に挨拶を「おはようございます」に改めるなどしていた。2018年3月31日より土曜日 25:00 - 29:00に放送時間短縮されて日付またぎではなくなったため、p1・p2の区別は無くなった。

## タイムテーブル
2021年1月現在
25時台
- 25:00 オープニング（直前の番組でのウォルピスカーターからの無茶振りに応える）
- 25:10頃 コーナー紹介
- 25:20頃 「手賀沼ジュンのもやもやクイズ」（出題）
- 25:40-26:00 箱番組「No.16」（パーソナリティ：DJ T.O）

26時台
- 26:10頃 「ゲストコーナー」または「テガヌマトピックス-テガトピ-」
- 26:30頃 「フリーメッセージは突然に」
- 26:35頃 「ナニシータ・イツドコーデ・ダレ」

27時台
- 27:00 「回文作りまSHOW！」
- 27:15頃 「キャチ キャチ コピしてる」または「手賀沼ジュンのウナンサッタリ・パンチライン」
- 27:40頃 月一コーナー
  - 毎月第1週「手賀沼ジュンの生でTELTELさせて！」
  - 毎月第2週「食べ物勝手にテーマソングトップ3」
  - 毎月第3週「THE SONG OF TEGANUMIND（ザ ソング オブ テガヌマインド）～夜明け前のメロディー～」
  - 毎月第4週「Mucha Blee Monster(ムチャ ブリー モンスター)」
  - 毎月第5週「テガジュンプチリサイタル」

28時台
- 28:00 「メロディーで大喜利を」
- 28:30頃 「手賀沼ジュンのもやもやクイズ」（正解発表）
- 28:55頃 エンディング

## 番組終了時のコーナー
- リスナーがネタを投稿するコーナーにおいて、「他のリスナーと同様の投稿だった場合（いわゆるネタかぶり）は、その投稿がどんなに面白くても原則として読まれない」という不文律がある。これは、ステッカーをプレゼントする流れになった場合に「どっちの人にあげようか？」と困ってしまうためであると手賀沼が説明している。しかし、その様なネタかぶりであっても、コーナー本編では読まないが、番外編的にコーナーの前後のトークの中で取り上げることはある。

回文作りまSHOW！
お題に合わせた回文をリスナーから募集するコーナー。年間ポイント制を取り、優秀作品には1ポイントが与えられ、ポイント数の年間チャンピオンには回文作品を色紙に書いて贈呈する形式であったが、2020年からはポイント制は廃止し、毎回特に優秀な7作品と惜しかった2作品程度を読むことに改めた。
初回放送ではリスナーと電話を繋ぎ手賀沼ジュン自身が回文を作るコーナーであった。
また、年に数回、回文になっていない作品を誤って読んでしまい、時にはその作品にポイントを与えてしまうこともあった。
手賀沼ジュンのもやもやクイズ
コーナー名の略称は「もやクイ」もしくは「テガもや」。答えを聞いてももやもやとして納得し難い手賀沼ジュンの中だけで筋が通っているクイズを出題し、リスナーの解答を募集するコーナー。答えの投稿は1人1回のみで、答えに加えて「なぜその答えと思ったのか」という理由もつけなければならず、たとえ答えが正しくても理由も手賀沼の考えと合致していないと正解とはみなされない。クイズの内容は主にダジャレクイズ・なぞなぞで人名やグループ名が答えであることが多いが、まれにそれ以外の出題もある。正解者の中から3名にステッカーをプレゼント。間違った答えの中からも面白かった1名にステッカーをプレゼント。ボケ解答の投稿が非常に多く、正解発表時にボケ解答のあまりのひどさに、普段あまり怒りの感情を表に出さない手賀沼が段々とキレ気味になっていくのが聴きどころ。
初回放送から形式を変更せずに最終回まで継続した唯一のコーナー。
メロディーで大喜利を
番組から大喜利のお題を発表し、リスナーからの回答を手賀沼が自作メロディーに乗せて歌ネタのように紹介。一つ一つのネタのあと手賀沼が限られた尺の中でツッコミを入れていくのも聴きどころ。お題は「こんな○○は嫌だ！」というパターンが多い。
テガヌマトピックス-テガトピ-
ゲストがいない週に行う不定期コーナー。2021年1月16日開始。前コーナーの「手賀沼ジュンの面倒くさがらずに何事もやってみたい！」は手賀沼の体験談を話すコーナーだったが、新型コロナウイルスの流行によって実体験をしてくることが困難になってきたためリニューアルする形で開始。手賀沼の最近気になることや体験したことなど色々なトピックスを話すフリートークコーナー。
フリーメッセージは突然に
フリーメッセージ・ふつおたを読むコーナー。2021年1月16日開始。それまでフリーメッセージは特にコーナーは設けずに随時読んでいたが、他の各コーナーをこなすことで忙しくフリーメッセージは読まれにくいという状況を改善するべく新設した。基本的に26時台の中盤には必ず行い、27時台や28時台にも突然行うことがある。
ナニシータ・イツドコーデ・ダレ
2021年1月23日開始。リスナーは「誰が」「いつ」「どこで」「何をした」の4つから1つを選んで、それに当てはまる単語を投稿。手賀沼が1つずつランダムで引いて文章にする。コーナータイトルは番組ディレクターの命名で「サルバドール・ダリ」の捩り。
キャチ キャチ コピしてる
2020年7月25日開始。タイトルは「LOVE LOVE あいしてる」の捩り。コーナーBGMも「LOVE LOVE あいしてる」と同じ「全部だきしめて」。ツイッターを利用したコーナーとしては3つ目。お題となるもののキャッチコピーを考えるコーナー。コーナーの最初でお題を発表。その後曲が1曲流れる間に回答をツイッターで募集する。お題の募集は行っていない。
手賀沼ジュンのウナンサッタリ・パンチライン
2021年1月30日開始。ツイッターを利用したコーナーとしては4つ目。番組が出すお題に合う一言（パンチライン）を考えるコーナー。コーナーの最初でお題を発表。その後曲が1曲流れる間に回答をツイッターで募集する。
THE SONG OF TEGANUMIND（ザ ソング オブ テガヌマインド）～夜明け前のメロディー～
タイトルは当番組の次の時間帯（5:00～5:30）に放送されている「THE SONG OF MIND～朝焼けのメロディー～」からのパクリ。手賀沼が毎回自分でテーマを決めてそれに因んだ楽曲を自身の選曲で5曲程度紹介して蘊蓄を語る。コーナー2回目の時にコーナージングルに本家である「THE SONG OF MIND～朝焼けのメロディー～」担当の小林奈々絵のナレーションが入るようになり、知らされていなかった手賀沼はかなり驚いていた。
Mucha Blee Monster(ムチャ ブリー モンスター)
手賀沼がコーナージングルは好きですごく聴きたいと思っているが実際にやることはすごく恐れているコーナー。タイトルは番組ディレクターが好きなLittle Glee Monsterを捩ったもの。手賀沼にその場ですぐ回答したりチャレンジしたりできるお題や無茶振り（大喜利、回文、なぞなぞ、クイズ、ものまね、謎かけなど）を募集。番組ADかえでが次々と読み上げる無茶振りに手賀沼が瞬時に答え、ディレクターが判定する。良い回答と認められた場合はLittle Glee Monsterの楽曲「世界はあなたに笑いかけている」のサビ部分が流れ、悪い回答の場合はゾンビの呻き声が流れる。良い回答が何回出たかをカウントしており、単位として「世界はあなたに笑いかけている」のサビの歌詞「ほら笑って」を用い、「1ほら笑って・2ほら笑って～」と数えている。1回につき7～8ネタ程度を行っているが毎回ほぼ「1～2ほら笑って」しか出せていない。月一コーナー枠だが「毎週やって欲しい」といった投稿もある。
テガジュンプチリサイタル
2021年1月30日に月一コーナーの第5週の枠として開始。手賀沼が生歌を披露するコーナー。3月第2週であった2021年3月13日に2回目を行った。

## 終了したコーナー
ウィークリースリムボーイ
リスナーの失敗談に手賀沼ジュンがフォローを入れるコーナー。フォローが上手くいっていないと判断された場合にはADかえでが手賀沼ジュンの着けている腹筋ベルトに電源を入れるため、声が震えてしまう。初回放送で行ったコーナーだが、ラジオの音声だけでは今一つ面白さが伝わりにくいと判断され、1回きりで終了した。
ビジネスチャンスを探せ！
ヒット商品を作るという目標を実現させるため思いつきやひらめきをリスナーから募集するコーナー。
全ての活字にドラマあり
全くストーリーのない活字の文章を、その時々に流れるBGMに合わせて手賀沼ジュンが読み上げるコーナー。家電製品の説明書などを読んだ。
初めて使っちゃいました！
手賀沼ジュンが人生で初めて使うであろう言葉を募集するコーナー。最優秀に選ばれた言葉は手賀沼がその日の番組内で極力使おうと努力する。
手賀沼ジュン的行動学
毎週お題となるシチュエーションに対して手賀沼がどのような行動をするのかをプレゼンし、リスナーから賛成か反対かと意見を募るコーナー。
手賀沼ソングブック
毎月テーマを1つ掲げ、そこから連想される文章や言葉などをリスナーから募集するコーナー。募集されたメッセージは手賀沼ジュンが組み合わせ、1ヶ月に1曲ずつ曲を作る。1992年の24時間テレビ 「愛は地球を救う」において「サライ」が作曲されたとき、視聴者から歌詞を少しずつ募集しながら作っていたのを見た手賀沼が「自分もこういうかっこいい曲の作り方をしてみたい」と思って始めたコーナー。
ネパール親善大使への道
ネパール生まれの帰国子女である手賀沼ジュンがネパール親善大使就任を目指してネパールの文化などを紹介するコーナー。手賀沼自身が飲食店のネパール人オーナーなどに直接取材した音源が放送される。番組タイトルの「ウナンサッタリ・パンツ」の由来についてこの中で語られた（後述）。後にはネパールの楽曲を流してその歌詞の意味や曲名をクイズとして出題することもあった。
説得力のない恋愛相談室
片思いばかりで恋愛経験のない手賀沼ジュンがゆうきゆう著の恋愛心理学の本を頼りにリスナーからの恋愛相談を受け付けるコーナー。このコーナーにおいて、とある女性リスナーが公開彼氏募集を行い、それに応じた男性リスナーと交際・結婚に至ったことがある。一旦終了後月一コーナー枠で復活したが、月の第5週の枠だったため回数的にあまり行われず、2020年10月31日に行った後、終了告知の無いまま次の第5週枠の2021年1月30日には新コーナーに置き換わった。以後、恋愛相談は新設した「フリーメッセージは突然に」で受け付けるとしている。2020年、このコーナーで手賀沼に人生初の彼女ができたことが語られた。
手賀沼ジュンのモテ道
テーマに基づいて最もモテそうな解答をリスナーから募集するコーナー。
食べ物勝手にテーマソングトップ3
手賀沼ジュンが1週間に食べた物の中で美味しかった物のテーマソングを作り、ランキング形式で発表するコーナー。終了後月一コーナー枠で復活。
あなたが解決！夜の不安官
普段から疑問に思っていることや今更他人には聞けないような質問をリスナーから募集し、手賀沼ジュンが何も調べずに答えるコーナー。
おもてなしモーニングコール
電話番号を送ったリスナーに手賀沼ジュンが電話をかけるコーナー。5時台に行っていたため「モーニングコール」のタイトルであった。
学生限定電話コーナー!(仮)
手賀沼ジュンと学生リスナーが電話でトークするコーナー。コーナータイトルの略称は「GGDC(K)」。
生でTELTELさせて！！
学生限定電話コーナー(仮)と違いこちらは年齢制限がない。コーナージングルはリスナーが制作したもの。終了後月一コーナー枠で復活。
Song for You！
リスナーからお題を募集し、そのお題を基に手賀沼ジュンが作詞作曲をして翌週生演奏する。
コンビニマスタージュン
コンビニエンスストアでのアルバイト歴約12年の手賀沼が持つ知識や経験を活かしてコンビニに関する様々な話題を扱うコーナー。
セカンドストリートドリームス
リスナーからお題となる単語を募集、その後1曲流れている間に手賀沼がラップを構成して披露する。本来なら即興でラップを披露するのがかっこいいところだが、手賀沼がそこまでの自信がないということでシンキングタイムを取っている。
曲の名は。
流行語大賞獲得大作戦ツイッターver.と同様にツイッターを利用したコーナー。番組が用意したお題となる曲を聞いて、その曲の曲名をツイッターで募集。本当の曲名を当てるのではなく、こんな曲名なら面白いだろうというボケ回答を募集するコーナー。2020年7月11日に新コーナーとして行い、「流行語～」と1週おきに行う予定だった。このときはお題としてほとんどのリスナーが知らないであろうネパールの楽曲を流して回答を募ったが、リスナーにとってはボケ方が今ひとつわかりにくく、手賀沼自身もどんな投稿が面白いのかわからなくなって考え込んでしまう一幕があった。結局、1回行っただけで終了となってしまった。
手賀沼ジュンの面倒くさがらずに何事もやってみたい！
ゲストがいない週のみ行う不定期コーナー。2019年1月開始。手賀沼が2019年の抱負として「面倒くさがらずに何事もやってみたい！」を掲げたことからコーナー化した。手賀沼が実際にやってきた体験談を話すフリートークコーナー。話せる尺が長いこともあり、最も「熱いテガジュン」が感じられるコーナーである。
「手賀沼ジュンにこういうことをやってみて欲しい」というお題も募集しているが、大掛かりなことやあまりお金のかかることはできないとしている。
2021年1月17日開始のテガヌマトピックス-テガトピ-にコーナーを引き継いで終了した。
流行語大賞獲得大作戦
まだ名前のついてない物や現象に名前をつけて番組から流行語を生みだし、最終的に流行語大賞の獲得を目指すというコーナー。まずその週のお題を募集し、コーナーの最初でお題を発表。その後曲が1曲流れる間に回答をツイッターで募集する。コーナー開始当初はツイッターは利用せず、他のコーナーと同様に予めお題を発表した上でメッセージを募っていた。あるとき、本来のお題以外にも採用してみたいお題が出てきたために「じゃあこっちは今から急遽ツイッターで募集してみよう」としてみたところこちらが大変盛り上がったため、一時期はメッセージを募る本来のコーナーとツイッターで行うコーナーが並存し、その後ツイッターver.のみが残った。このツイッターver.が好評だったことから以後ツイッターを利用するコーナーがいくつか行われている。「最終的に流行語大賞の獲得を目指す」と言っているが、大抵のお題は番組内ですら流行語となることもなく、その週限りで消えて行ってしまっている（このことは手賀沼も認めている）。2021年1月16日までで終了（ツイッターver.）。番組最終回の2021年3月27日にも特別にこのコーナーを行った。

## エピソード
2014年
- 初回放送および2回目放送にて番組名である「ウナンサッタリ・パンツ」はネパール語の「79.5」を元にしていることが言及された。しかし実際に「79.5」を表すのは「ウナンサッタリ・パンツ」ではなく「ウナンアッシ・パーツ(unanasi・pÃc)」であり、「ウナンサッタリ・パンツ」の実際の意味は「69のパンツ」である。これは同放送内での「ネパール親善大使への道」のコーナーで流れたネパール人シェフの方へのインタビューで明らかになった。
- 9月6日放送では、手賀沼が9月3日の歌ネタ王決定戦で優勝したことを祝して、WAGE時代の事務所の先輩であるサンプラザ中野くんと、その愛弟子であるボーカルユニット・ETERNAL JOURNEYの2人(コントラバス子KEIと肉野バンバンジー)がサプライズゲストとして出演した。初めはサンプラザ中野くんが電話で出演し、今からスタジオに向かいたいという旨の発言をした直後に3人がスタジオに入るという形で登場した。
- 11月8日放送では、シンガーソングライターのサトウヒロコがゲストとして出演した。サプライズではない、正式な形でのゲストとしては番組初である。なお特別にゲストとのトークコーナーなどを設けることはなく、手賀沼と共にパーソナリティーのような形で番組冒頭から終了まで出演した。その後のゲストも同様の形式で出演している。

2015年

2016年
- 同年秋の大改編では特に枠の変更もなく存続することになったが、それ以前の時点でNACK5で2本のみとなっていた所謂“日本におけるテレビ・ラジオ放送の日付変更点”である深夜29時＝翌日5時をまたぐ放送のうち「FANTASY RADIO」が時間短縮により純粋な深夜枠となったため、NACK5のレギュラー番組で唯一の日付跨ぎ番組となることになった。

2018年
- 2018年4月1日より日曜朝5:00から「THE SONG OF MIND〜朝焼けのメロディー〜」5:30から「ディスカバー彩の国」が放送開始され、当番組は1時間短縮（25:00 - 29:00）となる。これによりNACK5のレギュラー番組で日付跨ぎ番組は無くなった。

2020年
- 3月29日、NACK5は新型コロナウイルス感染拡大防止の観点から、25:00~29:00生放送の『ラジオのアナ〜ラジアナ』『FANTASY RADIO』『手賀沼ジュンのウナンサッタリ・パンツ』の3番組について、4月20日（月）以降、内容を変更して放送することを発表した。いずれの番組も各パーソナリティの出演を取りやめてノンDJの音楽セレクションを放送するという事実上の番組休止であった。その後6月8日（月）より3番組の通常放送が再開された。

2021年
- 3月13日、エンディングにおいて手賀沼から2021年3月をもって番組終了となることが発表された。
- 3月27日、最終回が放送される。番組に縁の深いサンプラザ中野くんがサプライズでリモート出演したほか、サトウヒロコ・Motoが音声メッセージを寄せた。